# Josep de Creeft i Champane
Josep de Creeft i Champane, més conegut com a José de Creeft o José Mariano de Creeft (Guadalajara (Castella - la Manxa), 27 de novembre de 1884 - Nova York, 11 de setembre de 1982) va ser un escultor espanyol, fill de pares catalans, que es va formar a Barcelona, a Madrid i a París i que el 1936 es va establir definitivament als Estats Units, d'on va obtenir-ne la nacionalitat (1940) i on va desenvolupar la major part de la seva carrera.

## Trajectòria
Nascut a Guadalajara, fill d'un militar de Sant Andreu de Palomar (Marià De Creeft Masdeu), es va formar a Barcelona, al taller de Josep Maria Barnadas i a la Foneria Masriera i Campins. També a Madrid, prop del tortosí Agustí Querol. El 1905 va exposar al Circulo de Bellas Artes madrileny i tot seguit es va instal·lar a París on, aconsellat per Rodin, va anar a l'Académie Julian. També hi va tenir algun contacte amb Pablo Picasso, Juan Gris, Guillaume Apollinaire, etc. Estant a París, l'any 1925, va realitzar una escultura, El picador, amb ferros reciclats, per servir d'escenografia a un espectacle del ballarí Vicente Escudero (actualment a la Fundació Joan Miró de Barcelona). A finals dels anys 20 i la primeria dels 30 va fer estades a Pollença, col·laborant amb Roberto Ramaugé a La Fortalesa d'Albercutx. El 1929 va fer una exposició a les Galeries Costa de Palma abans de viatjar per primera vegada als Estats Units, on es va establir de forma definitiva el 1936, en esclatar la Guerra Civil. El 1940 va obtenir la ciutadania nord-americana.
A Nova York va ser professor durant molts anys a la Art Students League
El 1954 va rebre l'encàrrec d'una escultura per al Fairmount park de Filadèlfia (The poet, plantada el 1959) Va seguir l'encàrrec de la seva obra més conegudaː: el grup escultòric Alícia en terra de meravelles, de Central Park (1959) 
La seva obra, de caràcter figuratiu, va gaudir d'un gran èxit comercialː al llarg de la seva trajectòria va fer fins a 37 exposicions individuals (assíduament a les Kennedy Galleries de Nova York). Destaca així mateix la retrospectiva que el 1960 li va dedicar el Whitney Museum i l'exposició-homenatge que després de la seva mort va tenir lloc a Washington (Museu Smithsonian d'Art Americà, 1983) 
A Espanya, va romandre pràcticament oblidat fins que va ser recuperat després de la caiguda del règim de Franco. L'any 1976 se li va dedicar un homenatge a Guadalajara, la ciutat on va néixer i on té dedicat un petit parc. El 1980 la Fundació Joan Miró de Barcelona li va dedicar una important exposició retrospectiva promoguda per Carles Fontseré. Anteriorment, el periodista Carles Sentís havia enregistrat un extens reportatge sobre De Creeft per a TVE

## Obra

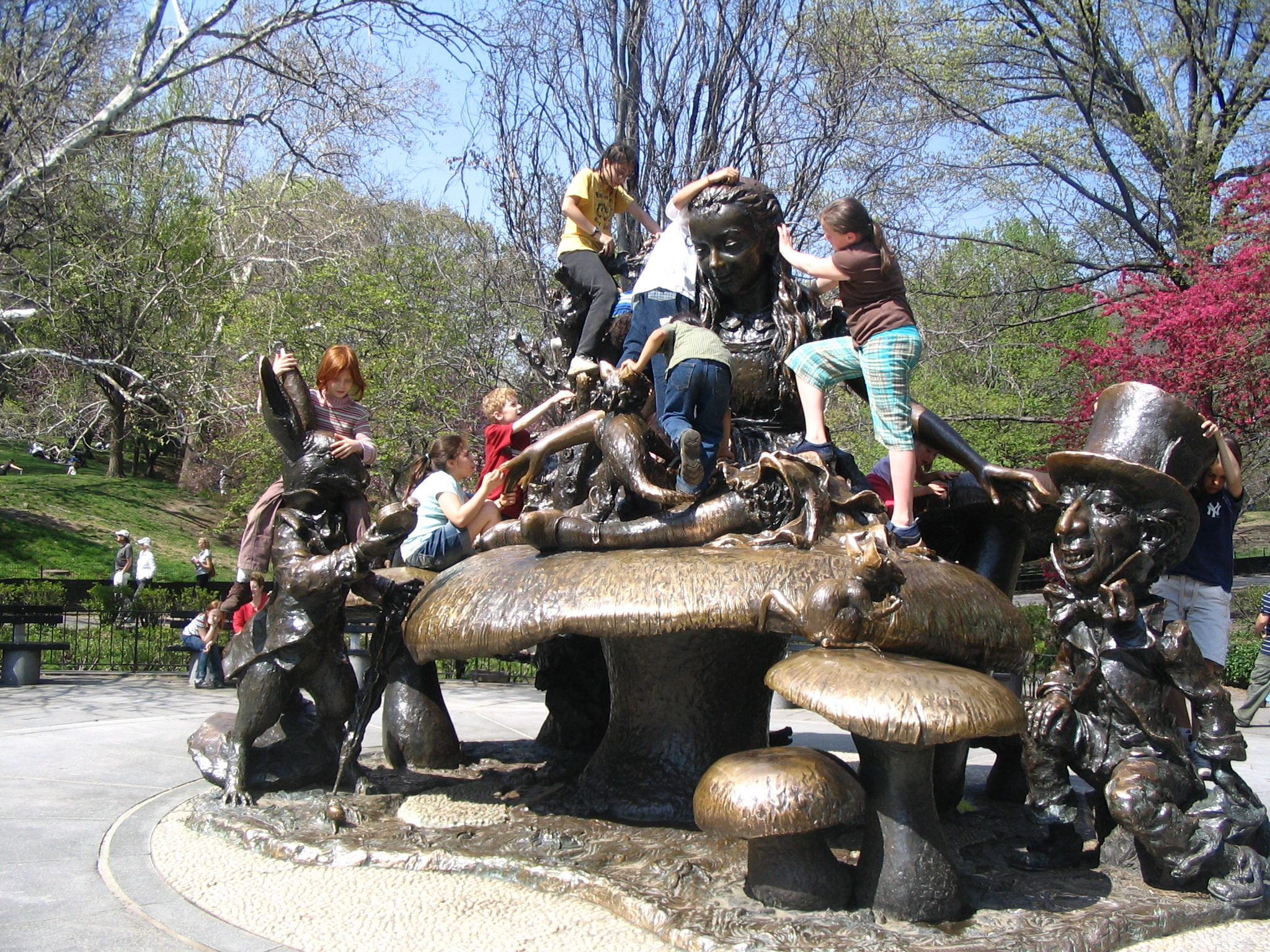
Alícia en terra de meravelles, el grup escultòric de Josep de Creeft al Central Park de Nova York, ple de nens i nenes que hi juguen

De Creeft sobresurt com a especialista en la tècnica de la talla directa. Una tècnica escultòrica que requereix un gran domini de l'ofici, ja que prescindeix del modelat previ. De Creeft va exercitar-la amb els més diversos materials (pedra, marbre, fusta, vori, etc.). També va realitzar joies fent servir ferros reciclats.
La seva temàtica preferida és la figura femenina 
La seva obra més popular es el grup escultòric inspirat en Alícia en terra de meravelles que es troba al Central Park de Nova York i que va ser posat al seu lloc l'any 1959. Juntament amb De Creeft, el signen Ferran Texidor (disseny del projecte) i la foneria Modern Art de Nova York. Una placa recorda que està dedicat a la memòria de Margarita Delacorte, esposa de l'editor George Delacorte, que va ser-ne el promotor. Alícia hi apareix asseguda damunt d'un bolet, amb el Gat de Chesire a la falda. Prop seu, el conill blanc que mira el rellotge, el barreter boig i el liró. La mainada ha fet seu aquest grup escultòric i l'ha convertit en una zona de jocs, de manera que és habitual trobar-lo ple de xiquets que s'hi enfilen.
Hi ha obra de De Creeft a la Fundació Joan Miró de Barcelona, al Museu de Pollença, al Metropolitan Museum de Nova York, al MOMA (Saturnia, de 1939), al Museu Whitney d'Art Americà i al Museu d'Art d'Asheville entre d'altres.